# K-fa

Egy síkbarajzolható 3-fa, a Goldner–Harary-gráf.

A matematika, azon belül a gráfelmélet területén egy k-fa olyan irányítatlan gráf, ami megkapható egy (k + 1) csúcsú teljes gráfból kiindulva csúcsok ismételt hozzáadásával úgy, hogy minden hozzáadott v csúcsnak egy U csúcshalmazt alkotó pontosan k szomszédja van, melyre igaz, hogy a v és U által együtt alkotott k + 1 csúcs egy klikket alkot.

## Karakterizációk
A k-fák megegyeznek az adott faszélességű maximális gráfokkal, tehát azokkal a gráfokkal, melyekhez nem adható hozzá új él a faszélességük növelése nélkül.
Megegyeznek továbbá azokkal a merev körű gráfokkal, melyek maximális klikkjei szintén k + 1 méretűek, minimális klikkszeparátoraik pedig mind k méretűek.

## Kapcsolódó gráfcsaládok
Az 1-fák ugyanazok, mint a gyökér nélküli fák. A 2-fák a maximális soros-párhuzamos gráfok, melyek közé tartoznak a maximális külsíkgráfok is. A síkba rajzolható 3-fákat Apollóniusz-hálózatoknak is nevezik.
A legfeljebb k faszélességű gráfok megegyeznek a k-fák részgráfjaival, ezért részleges k-fáknak nevezik őket.
A k-dimenziós halmozott politópok (stacked polytopes, egy szimplexből kiindulva a politóp hiperlapjaihoz ismételten szimplexek ragasztásával kapott politópok) éleiből és csúcsaiból álló gráfok k-fák, amennyiben k ≥ 3. Ez a ragasztási folyamat a k-fák konstrukcióját utánozza, ahol csúcsokat adunk egy klikkhez. Egy k-fa pontosan akkor a gráfja egy halmozott politópnak, ha a gráf semelyik három (k + 1)-csúcsú klikkjének nincs k közös csúcsa.

## Fordítás
- Ez a szócikk részben vagy egészben a K-tree című angol Wikipédia-szócikk ezen változatának fordításán alapul.  Az eredeti cikk szerkesztőit annak laptörténete sorolja fel. Ez a jelzés csupán a megfogalmazás eredetét és a szerzői jogokat jelzi, nem szolgál a cikkben szereplő információk forrásmegjelöléseként.